# Château de Baron-sur-Odon
Le château de Baron-sur-Odon est une demeure qui se dresse sur le territoire de la commune française de Baron-sur-Odon, dans le département du Calvados, en région Normandie.

## Localisation
Le château est situé au nord, à l'écart du bourg, au lieu-dit Chemin du Ponchet, à Baron-sur-Odon, dans le département français du Calvados.

## Historique
Une famille est citée en 1125.
Le château est édifié au XVIe siècle dans le style Renaissance française.
Il fait l'objet d'une reconstruction en 1690 par un bourgeois de Caen. Une tour du précédent édifice est cependant conservée.

## Description
L'édifice reconstruit possédait deux ailes qui ont disparu.
Il subsiste de l'ancien château une grosse tour de la fin du XIVe ou du début du XVe siècle, près de la demeure des XVIIe et XVIIIe siècles.

## Protection
Les façades et toitures du manoir et de la tour de l'ancien château sont inscrites au titre des monuments historiques par arrêté du 13 février 1975.